# Chankast
Il Chankast è un emulatore freeware del Sega Dreamcast per Microsoft Windows, ed è anche il primo emulatore (dopo Icarus, che però non venne mai distribuito), in grado di far girare giochi commerciali.
La velocità dell'emulazione varia a seconda del sistema su cui l'emulatore viene eseguito. La prima versione è datata 29 maggio 2004. La versione attuale, Alpha 0.25, è l'ultima e la più aggiornata.
Utilizzando il Chankast i giochi commerciali possono essere giocati ad una velocità decente se si possiede un computer con una CPU da 2 GHz.

## Versioni precedenti
Alpha 0.10 (prima versione, 29 maggio, 2004)
- Emulazione di alcuni giochi commerciali

Alpha 0.2 (12 giugno 2004)
- core GFX migliorato per Shenmue, Shenmue II e Soulcalibur
- Compatibilità con Dead or Alive 2, Virtual On e altri
- Supporto per plugins PAD

Alpha 0.2a (12 giugno 2004)
- Bug VGA/NTSC corretto
- Input controller corretto
- Bug video che causava crash di alcuni giochi corretto

Alpha "WIP" (17 giugno 2004)
- Modalità a Schermo Intero implementata
- Compatibilità con Windows 2000
- NAOMI Virtua Striker non causa più crash

Alpha 0.25 (7 luglio 2004)
- Schermo Intero per risoluzioni multiple aggiunto
- Bugs del CPU core corretti
- Supporto LCD CMU
- Emulazione LCD VMU
- Emulazione "Rumble pack"
- Supporto emulazione CD
- Supporto ASPI driver (Windows 2000)
- Supporto prompt dei comandi